# توماس إم. همفري
توماس إم. همفري (بالإنجليزية: Thomas M. Humphrey) هو اقتصادي أمريكي، ولد في 8 مارس 1935.